# Futbol'nyj Klub Zorkij Krasnogorsk (maschile)
Lo Zorkij Krasnogorsk, ufficialmente Futbol'nyj Klub Zorkij Krasnogorsk (in russo Футбольный клуб Зоркий Красногорск?, cioè Società Calcistica Zorkij Krasnogorsk; translitterazione anglosassone: Zorkiy Krasnogorsk), è una società di calcio russa con sede a Krasnogorsk.

## Storia
La società fu fondata nel 1928 con il nome di K-da z-da № 19 Krasnogorsk; in seguito fu conosciuta come K-da z-da točnoj mechaniki Krasnogorsk dal 1934 al 1936, quindi Snajper Krasnogorsk da l936 e Zenit Krasnogorsk dal 1948. Tra il 1958 e il 1966 era conosciuto come Trud Krasnogorsk, mentre il 20 luglio 1966 assunse la denominazione di Zorkij Krasnogorsk con cui esordì nei campionati sovietici. Il debutto avvenne nel 1968, quando fu iscritto alla Klass B, terza serie del campionato, in cui arrivò ottavo nel Girone Russia 9.
La sua militanza nei campionati sovietici durò solo due anni; bisognò aspettare il 1982 per vedere un ritorno ai tornei nazionali dello Zorkiy Krasnogorsk, segnatamente in Vtoraja Liga, nuovo nome della terza serie. Tra il 1982 e il 1989 giocò sempre nel Girone 1, riuscendolo a vincere; tale vittoria non consentì l'accesso in seconda serie in quanto nel Girone Finale 2 lo Zorkiy Krasnogorsk finì terzo e ultimo.
Scomparso dal panorama nazionale sovietico al termine della stagione 1989, riapparve nella massima serie dilettanti del campionato russo di calcio nel 1992, salvo sparire di nuovo al termine della stagione 1993. Fu rifondato nel 2003.
Militò a lungo nei campionati dilettanti, ottenendo in due occasioni l'accesso alla Coppa di Russia e solo nella stagione 2017-2018 fu ripescato in PPF Ligi, terza serie del campionato russo di calcio, nonché ultima categoria professionistica. Dopo tre anni di professionismo in cui ottenne come miglior risultato il quarto posto della prima stagione, il club fallì al termine della stagione 2019/2020.  Nell'estate del 2022 fu riammessa in PPF Ligi.

## Strutture

### Stadio
Gioca le gare interne allo Stadio Zorkij, capace di ospitare fino a 7mila spettatori.

## Palmarès

### Competizioni nazionali
- Vtoraja Liga sovietica: 1

1984 (Girone 1)